# John Tukey
John Wilder Tukey (16 juin 1915 à New Bedford - 26 juillet 2000 à New Brunswick) est l'un des plus importants statisticiens américains du XXe siècle. Il crée et développe de nombreuses méthodes statistiques. Il est notamment connu pour son développement en 1965, avec James Cooley, de l'algorithme de la transformée de Fourier rapide. Les concepts et méthodes statistiques qu'il a inventés sont aujourd'hui au programme des lycées et des universités.

## Biographie

### Enfance et formation
John Tukey naît en 1915, à New Bedford (Massachusetts), dans une ville de pêcheurs sur la côte du New Jersey. Ses parents sont tous deux enseignants. Enfant surdoué, il apprend à lire seul dès l'âge de trois ans. Il ne fréquente pas l'école, ses parents prenant en charge son instruction,.
Inscrit à l'université Brown dès 1933, John Tukey y obtient, en 1937, une maîtrise en chimie (B.Sc. et M.Sc. degree). Il rejoint ensuite l'université de Princeton pour y étudier la chimie et les mathématiques. En deuxième année, il décide de ne se consacrer qu'à cette dernière discipline et obtient son doctorat (Ph.D. en mathématiques) en 1939. Il enseigne les mathématiques en tant qu'instructor of mathematics à Princeton à partir de 1939. En 1941, il est nommé professeur assistant.

### Carrière
Pendant la Seconde Guerre mondiale, Tukey travaille à Princeton au Fire Control Research Office. Durant cette période, il rencontre les mathématiciens Samuel Wilks et William Cochran.
Après la guerre, il obtient un poste de professeur au département des mathématiques de Princeton. Il y donne des cours de statistiques et de probabilité. Parallèlement, il travaille pour les Laboratoires Bell où il rencontre Claude Shannon, créateur de la théorie de l'information.
Parmi plusieurs contributions à la société civile, Tukey travaille pour le comité de la Société américaine de statistique qui produit, en 1954, un rapport relevant des problèmes de méthodologie dans les rapports Kinsey, Statistical Problems of the Kinsey Report on Sexual Behavior in the Human Male (Problèmes statistiques du Rapport Kinsey sur le comportement sexuel du mâle humain).
De 1965 à 1970, il exerce la fonction de directeur du département de statistiques de l'université de Princeton.
De 1960 à 1980, il travaille comme consultant pour la chaîne NBC, analysant les sondages et résultats des élections présidentielles. Il couvre cinq élections de présidents américains.
En 1972, il représente, en tant que délégué, le gouvernement américain à la conférence des Nations unies sur la protection de l'environnement. Dans les années 1970, il est à la tête du comité qui met en garde les autorités contre les effets dévastateurs des aérosols de la couche d'ozone. De 1975 à 1979, il préside, aux États-Unis, la commission de l'Académie nationale des sciences qui alerte l'opinion sur la dégradation progressive de la couche.
Il est également un temps directeur de recherche associé, dans le domaine de l'information chez AT&T, pour les laboratoires Bell. Il travaille aussi pour les sociétés Xerox et Merck & Co..
Il prend sa retraite en 1985, mais continue d'avoir une activité publique. En 1990, par exemple, il recommande l'utilisation de formules statistiques dans les recensements de populations. Celles-ci permettraient d'affiner l'analyse des résultats et notamment de mieux cerner le profil des résidents urbains moins fortunés.
Tukey meurt d'une crise cardiaque le 26 juillet 2000 à New Brunswick au New Jersey.

## Contributions dans le domaine des mathématiques
Ses intérêts statistiques sont nombreux et variés.
En 1959, il met au point les techniques mathématiques de déconvolutions permettant de repérer les essais nucléaires souterrains à partir d'enregistrements sismologiques.

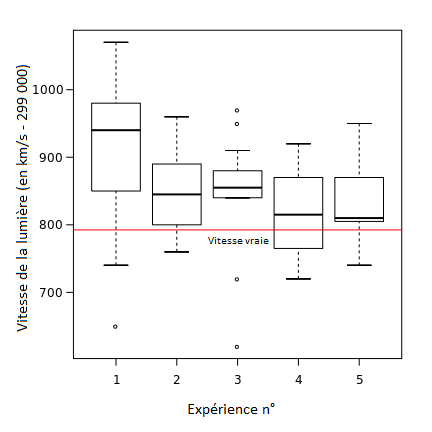
Exemple de boîte à moustache

Il contribue à la conceptualisation du Jackknife, une méthode statistique de ré-échantillonnage.
Il est particulièrement connu pour son développement en 1965, avec James Cooley, de l'algorithme de la transformée de Fourier rapide,.
Il crée les outils statistiques connus sous les noms de test des étendues de Tukey, loi de Tukey-lambda, test d'additivité de Tukey et lemme de Tukey. Il est aussi l'inventeur de la méthode de la trimoyenne.
Avec Jerome H. Friedman, il développe une méthode d'analyse des données multivariées, la poursuite de projection.

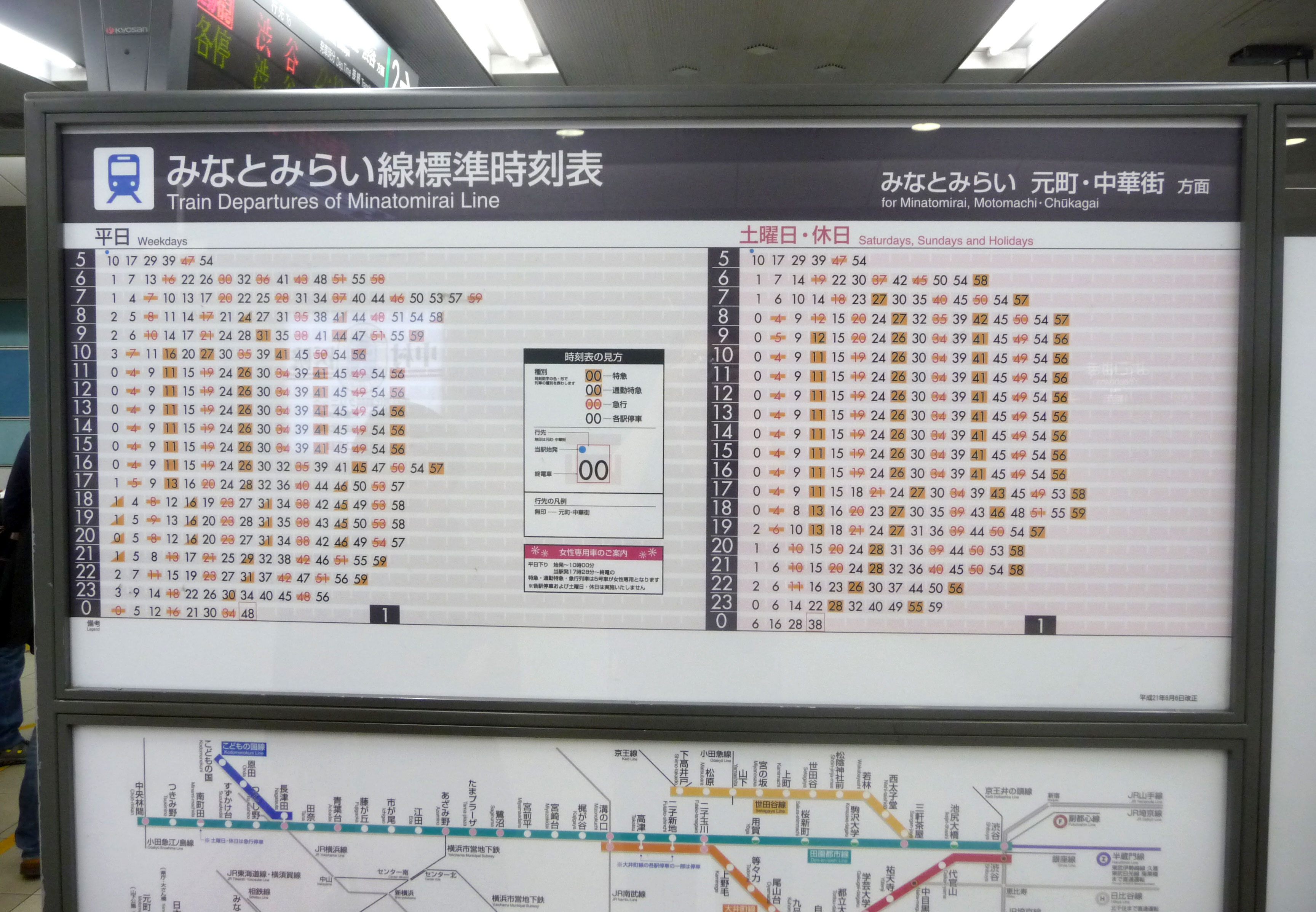
Présentation de l'horaire des transports avec un diagramme branche-et-feuille, au Japon

Il articule l'importante distinction entre l'analyse de données exploratoires (Exploratory data analysis) et l'analyse liée aux tests d'hypothèses (confirmatory data analysis). Il estime que la méthodologie propre aux statistiques donnait une importance trop grande à ces derniers. Bien qu'il crût en l'utilité de séparer ces deux types d'analyses, il remarque que parfois, et surtout dans les sciences naturelles, cette distinction est problématique. Il invente, pour ces situations, le terme de « science inconfortable (en) ».
Il publia en 1977 son livre le plus diffusé, Exploratory Data Analysis, traitant de méthodes d'analyse descriptive et de représentation graphique des données. Il y présente entre-autres le principe de la boîte à moustaches (ou diagramme de quartiles) mais aussi les diagrammes branche-et-feuille (stem-and-leaf), une variante des histogrammes.
Ses travaux influencent ceux de Dorian Shainin. Dans la foulée des travaux de Tukey, Shainin échafaude un test de confirmation simple appelé « test Six Pack ».

## Autres contributions
L'influence de Tukey dépasse le seul domaine des statistiques, en inventant des termes restés dans le vocabulaire scientifique.
Alors qu'il travaille avec John von Neumann sur les modèles des premiers ordinateurs, il crée, en 1948, le terme informatique bit, contraction de binary digit,. Ce mot est cité pour la première fois dans un article par Claude Shannon en 1948.
Le mot software, que Paul Niquette dit avoir trouvé en 1953[réf. souhaitée], est pour la première fois utilisé dans un article écrit par Tukey en 1958 et lui est donc parfois attribué.
Dans le cadre d'un programme confidentiel de recherche gouvernemental, il contribue probablement au projet de développement de l'avion espion Lockheed U-2,,.
Il inspire, avec Lyman Spitzer, Jr, la fabrication du télescope Hubble.

## Vie privée
En 1950, il épouse Elizabeth Louise Rapp. Il est le beau-frère de Frank Anscombe.

## Publications
- (en) Andrews David F., Peter J. Bickel, Frank R. Hampel, Peter J. Huber, W. H. Rogers et John Wilder Tukey, Robust estimates of location: survey and advances, Princeton University Press, 1972 (ISBN 978-0-691-08113-7, OCLC 369963, lire en ligne )
- (en) Kaye E. Basford et John Wilder Tukey, Graphical Analysis of Multiresponse Data, Chapman & Hall/CRC Press, 1998 (ISBN 978-0-8493-0384-5, OCLC 154674707, lire en ligne )
- (en) R. B. Blackman et John Wilder Tukey, The measurement of power spectra from the point of view of communications engineering, Dover Publications, 1959 (ISBN 978-0-486-60507-4, lire en ligne)
- (en) William Gemmell Cochran, Charles Frederick Mosteller et John Wilder Tukey, Statistical problems of the Kinsey report on sexual behavior in the human male, Journal of the American Statistical Association, 1953 (DOI 10.1080/01621459.1953.10501194)
- (en) David C. Hoaglin (dir.), Charles Frederick Mosteller (dir.) et John Wilder Tukey (dir.), Understanding Robust and Exploratory Data Analysis, Wiley, 1983 (ISBN 978-0-471-09777-8, OCLC 8495063)
- (en) David C. Hoaglin, Charles Frederick Mosteller et John Wilder Tukey, Exploring Data Tables, Trends and Shapes, Wiley, 1985 (ISBN 978-0-471-09776-1, OCLC 11550398, lire en ligne )
- (en) David C. Hoaglin, Charles Frederick Mosteller et John Wilder Tukey, Fundamentals of exploratory analysis of variance, Wiley, 1991 (ISBN 978-0-471-52735-0, OCLC 23180322)
- Configural polysampling: a route to practical robustness, Wiley, 1991 (ISBN 978-0-471-52372-7, OCLC 22381036)
- Data analysis and regression: a second course in statistics, Addison-Wesley, 1977 (ISBN 978-0-201-04854-4, OCLC 3235470, lire en ligne )
- John Wilder Tukey, Convergence and Uniformity in Topology, Princeton University Press, 1940 (ISBN 978-0-691-09568-4, OCLC 227948615)
- John Wilder Tukey, Exploratory Data Analysis, Addison-Wesley, 1977 (ISBN 978-0-201-07616-5, OCLC 3058187, lire en ligne )
- Index to statistics and probability, R & D Press, 1973 (ISBN 978-0-88274-001-0, OCLC 745715)

### The collected works of John W Tukey, édité par William S. Cleveland
- Volume I: Time series, 1949–1964, Wadsworth, Inc, 1984 (ISBN 978-0-534-03303-3, OCLC 10998116)
- Volume II: Time series, 1965–1984, Wadsworth, Inc, 1985 (ISBN 978-0-534-03304-0, OCLC 159731367)
- Volume III: Philosophy and principles of data analysis, 1949–1964, Wadsworth & Brooks/Cole, 1985 (ISBN 978-0-534-03305-7, OCLC 159731367)
- Volume IV: Philosophy and principles of data analysis, 1965–1986, Wadsworth & Brooks/Cole, 1986 (ISBN 978-0-534-05101-3, OCLC 165832503)
- Volume V: Graphics, 1965–1985, Wadsworth & Brooks/Cole, 1988 (ISBN 978-0-534-05102-0, OCLC 230023465)
- Volume VI: More mathematical, 1938–1984, Wadsworth & Brooks/Cole, 1990 (ISBN 978-0-534-05103-7, OCLC 232966724)
- Volume VII: Factorial and ANOVA, 1949–1962, Wadsworth & Brooks/Cole, 1992 (ISBN 978-0-534-05104-4, OCLC 165366083)
- Volume VIII: Multiple comparisons, 1949–1983, Chapman & Hall/CRC Press, 1994 (ISBN 978-0-412-05121-0, OCLC 165099761)